# Кобус Георгій Львович
Кобус Георгій Львович (17 лютого (1 березня) 1904, Одеса — 24 липня 1970, Одеса) — фахівець у галузі теплопровідності. Учасник Другої світової війни. Мав державні та бойові нагороди СРСР. Закінчив Одеський Інститут народної освіти (1930). Працював у 1919—1925 роках обліковцем і секретарем; від 1930 року (з перервою) — в Одеському інженерно-будівельному інституті: 1947—1951 — завідувач кафедри фізики, декан фізіко-математичного факультету; 1952—1970 — ректор Одеського гідрометеорологічного інституту.
Основний напрям наукових досліджень — теплопровідність теплоізоляторів.